# Hachum
Hachum is een plaats in de Duitse gemeente Evessen, deelstaat Nedersaksen, en telt 216 inwoners (2005).